# Ofenbauer

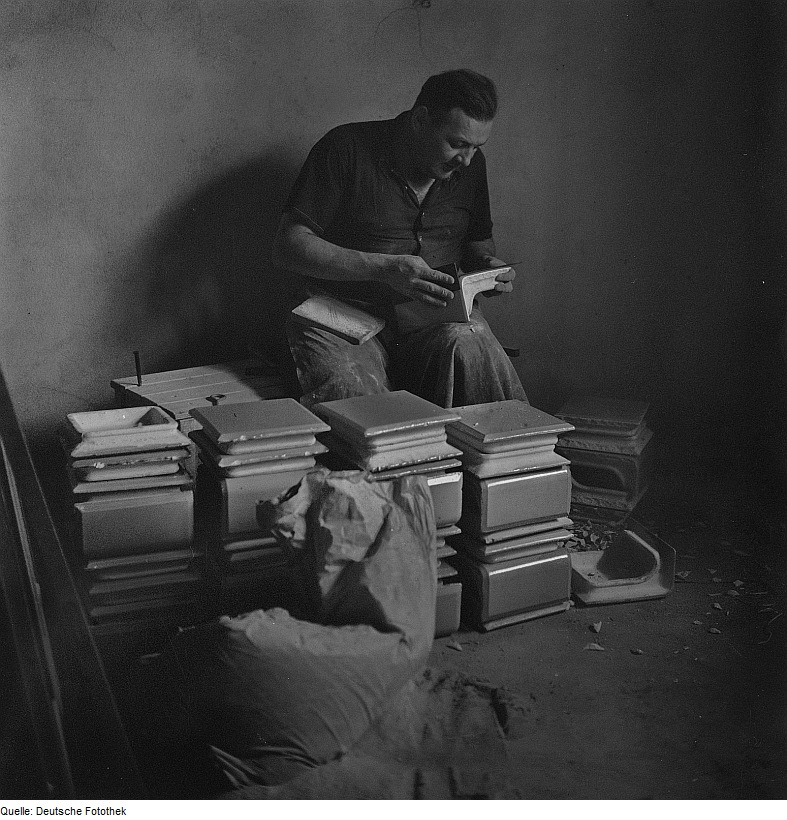
Ofensetzer beim Schleifen von Kacheln

Ofen- und Luftheizungsbauer (auch Ofensetzer) ist eine Berufsbezeichnung für Handwerker, die Öfen, beispielsweise Back- und Kachelöfen sowie Kamine und ähnliche Feuerstätten planen, entwerfen, bauen und setzen (nicht installieren). Die ältere Bezeichnung Hafner (ursprünglich allgemein für Töpfer, die auch Ofenkacheln hergestellt haben) ist heute noch in Süddeutschland, Österreich und der Schweiz gebräuchlich. Davon leitet sich auch der Nachname Hafner ab.

## Verbund der Ofenbauer
Die eingetragene Genossenschaft der Ofenbauer in Deutschland ist die HAGOS e.G. (Verbund deutscher Kachelofen- und Luftheizungsbauerbetriebe eG) mit über 1100 Mitgliedsbetrieben. Das Wort Hagos leitet sich von Hafner und Genossenschaft ab. Die Zentrale der Hagos befindet sich in Stuttgart, darüber hinaus verfügt die Genossenschaft über acht Niederlassungen und drei Zentrallager.

## Ausbildungssituation in Deutschland
Die offizielle Bezeichnung lautet Ofen- und Luftheizungsbauer. Die Ausbildung dauert insgesamt drei Jahre und erfolgt im dualen System in Lehrbetrieben und Berufsschulen. Nach dem Lehrabschluss kann mit dem Besuch einer Meisterschule der Meistertitel erworben werden.

## Ausbildungssituation in Österreich
Die Berufsbezeichnung lautet Hafner. Lehrlinge durchlaufen – wie in Deutschland – eine dreijährige Lehrzeit im dualen System. Mit Lehrabschluss und nach vollendetem 18. Lebensjahr kann die Meisterprüfung abgelegt werden. Gefragt sind neben den Grundfertigkeiten zunehmend Kenntnisse über Energiesparen und Kundenberatung.
Ein thematisch ähnlicher, aber inhaltlich und beruflich vom Hafner abweichender Lehrberuf in Österreich ist Ofenbau- und Verlegetechnik. Die Lehrzeit beträgt in diesem Lehrberuf vier Jahre im dualen System. Hauptaugenmerk der Ausbildung ist die Herstellung von (Kachel)öfen und Heizungsanlagen für diverse Brennstoffarten (Holz, Öl, Gas, alternative Energieträger) sowie der Einsatz von Belägen oder keramischen Bauteilen (Fliesen, Platten, Natur- und Kunststeine) in Böden, Wänden oder Stufen. Ofenbau- und Verlegetechniker führen regelmäßige Servicearbeiten durch, reinigen und reparieren Öfen und Heizungsanlagen und beraten ihre Kunden über energiesparendes Heizen und andere Energie-, Klima- und Umweltfragen.

## Ausbildungssituation in der Schweiz
Die aktuelle Berufsbezeichnung lautet in der Schweiz Ofenbauer. Auch in der Schweiz dauert die Ausbildung drei Jahre im dualen System. Die Ausbildung findet jedoch an drei Lernorten statt: Berufsfachschule, Lehrbetrieb und überbetriebliche Kurse in einem ÜK-Zentrum.
Schwerpunkte der Ausbildung in der Schweiz: 
- Allgemeinbildender Unterricht
- Arbeitssicherheit
- Materialkenntnisse
- Flächen- und Volumenberechnungen
- Zeichnen und Skizzieren
- Grundlagen der Wärmelehre und Strömungslehre
- Konstruktionstechnik Ofenbau
- Konstruktionstechnik Cheminéebau
- Verbrennungslehre
- Verschiedene Umwelt- und Energiethemen